# Micrutalis callangensis
Micrutalis callangensis är en insektsart som beskrevs av Goding. Micrutalis callangensis ingår i släktet Micrutalis och familjen hornstritar. Inga underarter finns listade i Catalogue of Life.